# Yukio Gotō
Yukio Gotō (後藤 靱雄?, Gotō Yukio; ... – 1976) è stato un calciatore giapponese, di ruolo difensore.